# Csikós Rózsi
Csikós Rózsi (Budapest, Józsefváros, 1913. november 11. – Budapest, 1992. január 7.) magyar színésznő, az egyik legismertebb szubrett.

## Élete
Csikós Lajos Alajos (1891–1955) palafedősegéd és Klimowicz Ágota lánya. Az Unió Rt. Színészképző Iskola elvégzése után 1931-ben a Terézkörúti Színpad tagja lett. 1932 és 1934-ben Bécsben játszott. 1939-től a Royal Színházban szerepelt, 1942 és 1949 között pedig a Fővárosi Operettszínház művésznője volt (az államosításáig). Ezután nem lépett színpadra, csak egy rövid időre 1957 és 1959 között. Kiváló tánctudása remek hanggal párosult, és ez tette korának egyik legsikeresebb szubrettszínésznőjévé. 1945 előtt több filmben játszott, utána viszont csak a Bakaruhában című filmben kapott szerepet. Férje Fényes Szabolcs zeneszerző volt, akivel 1941. december 22-én Budapesten kötött házasságot.

## Fontosabb színházi szerepei
A Színházi adattárban regisztrált bemutatóinak száma (1946-): 5; ugyanitt hét színházi felvételen is látható.
- Fényes Szabolcs: A királynő csókja – Rosita
- Lehár Ferenc: Luxemburg grófja – Juliette
- Eisemann Mihály: Egy csók és más semmi – Teca
- Fényes Szabolcs: Rigó Jancsi – Lisette
- Kálmán Imre: Marica grófnő – Liza
- Jacques Offenbach: Szép Heléna – Orestes
- Kálmán Imre: A csárdáskirálynő – Stázi
- Kerekes János: Kard és szerelem – Juana

## Filmszerepei

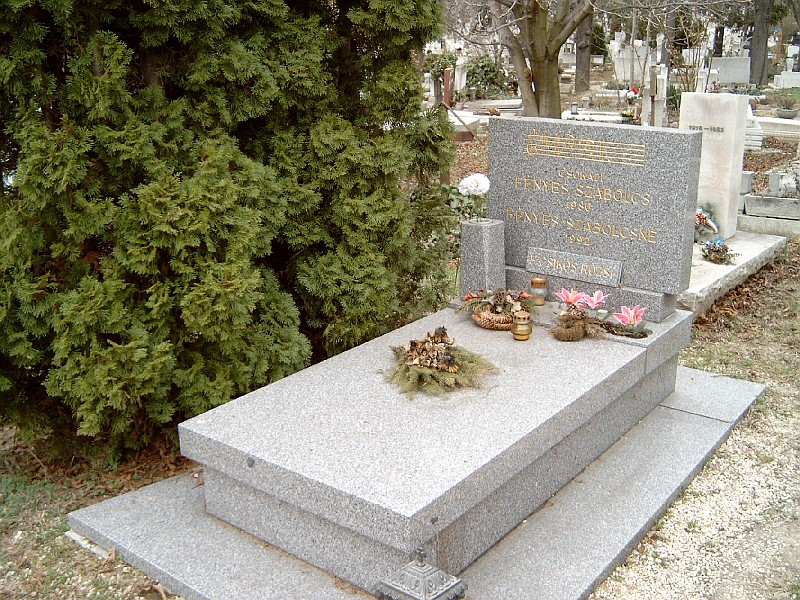
Férjével, Fényes Szabolccsal közös sírja Budapesten. Farkasréti temető: 25-9-19.

- Rosen aus dem Süden (1934) – Roszi
- Ez a villa eladó (1935) – Teri
- Sprung ins Glück (1937) – Friedel
- Rote Rosen - blaue Adria (1939) – Tessa
- Régi nyár (1942) – Szilágyi Jutka
- Külvárosi őrszoba (1942) – Lidi, Nagyék lánya
- Éjfélre kiderül (1942) – Bálint Ria, színésznő
- Egér a palotában (1942/1943) – Zizi
- Egy szoknya, egy nadrág (1943) – Ibolya
- Legény a gáton (1943) – Menyasszony
- Bakaruhában (1957) – Szubrett
- Kapaszkodj a fellegekbe (1971) – Hercegnő
- Három dobás hat forint (1980) – Hilda